# Saint-Joseph-du-Lac
Pour les articles homonymes, voir Saint-Joseph et Lac Saint-Joseph.
Saint-Joseph-du-Lac est une municipalité du Québec située dans la MRC de Deux-Montagnes dans la région administrative des Laurentides.

## Toponymie
« En 1780, les Sulpiciens, alors seigneurs du Lac-des-Deux-Montagnes, concèdent les premières terres dans la côte Saint-Joseph, en bordure est de la seigneurie. Vers 1850, les habitants de la côte Saint-Joseph effectuent des démarches en vue de l'obtention d'une paroisse. Celle-ci sera créée officiellement en 1853 ».

## Géographie
À partir de son crénon, dans le nord-est de la municipalité, la La Petite Rivière coule vers l'ouest.

## Démographie
| 1981  | 1986  | 1991  | 1996  | 2001  | 2006  | 2011  | 2016  | 2021  |
| ----- | ----- | ----- | ----- | ----- | ----- | ----- | ----- | ----- |
| 2 272 | 2 691 | 4 312 | 4 930 | 4 882 | 4 958 | 6 195 | 6 687 | 7 031 |

## Administration
Les élections municipales se font en bloc et suivant un découpage de six districts.
| Saint-Joseph-du-Lac Maires depuis 2003                                                                               |               |         |          |
| Élection | Maire         | Qualité | Résultat |
| 2003 | Alain Guindon |         | Voir     |
| 2005 | Alain Guindon | Voir    |          |
| 2009 | Alain Guindon | Voir    |          |
| 2013 | Benoit Proulx |         | Voir     |
| 2017 | Benoit Proulx | Voir    |          |
| 2021 | Benoit Proulx | Voir    |          |
| Élection partielle en italique Depuis 2005, les élections sont simultanées dans toutes les municipalités québécoises |               |         |          |

## Galerie

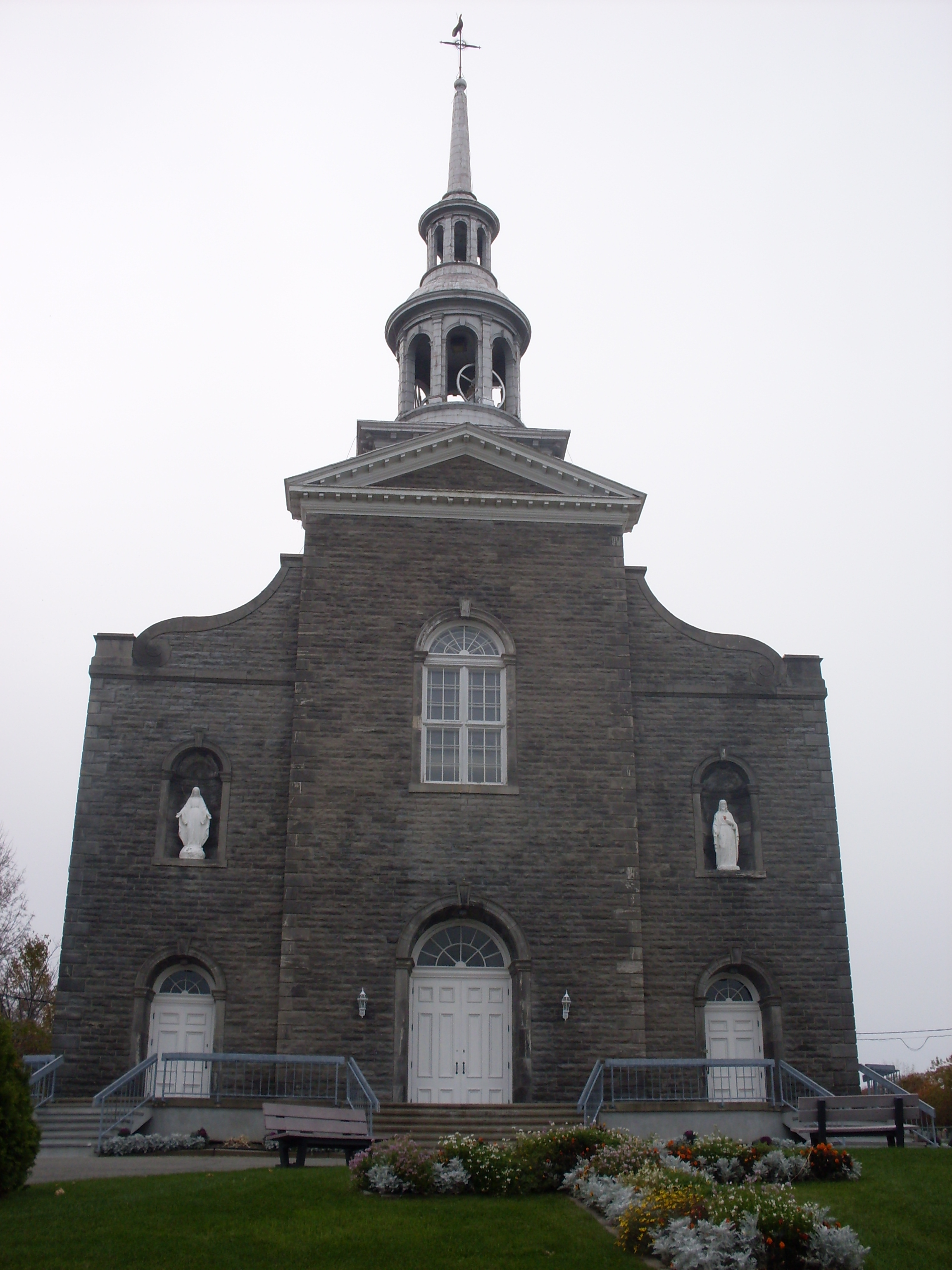
L'église catholique construite en 1880
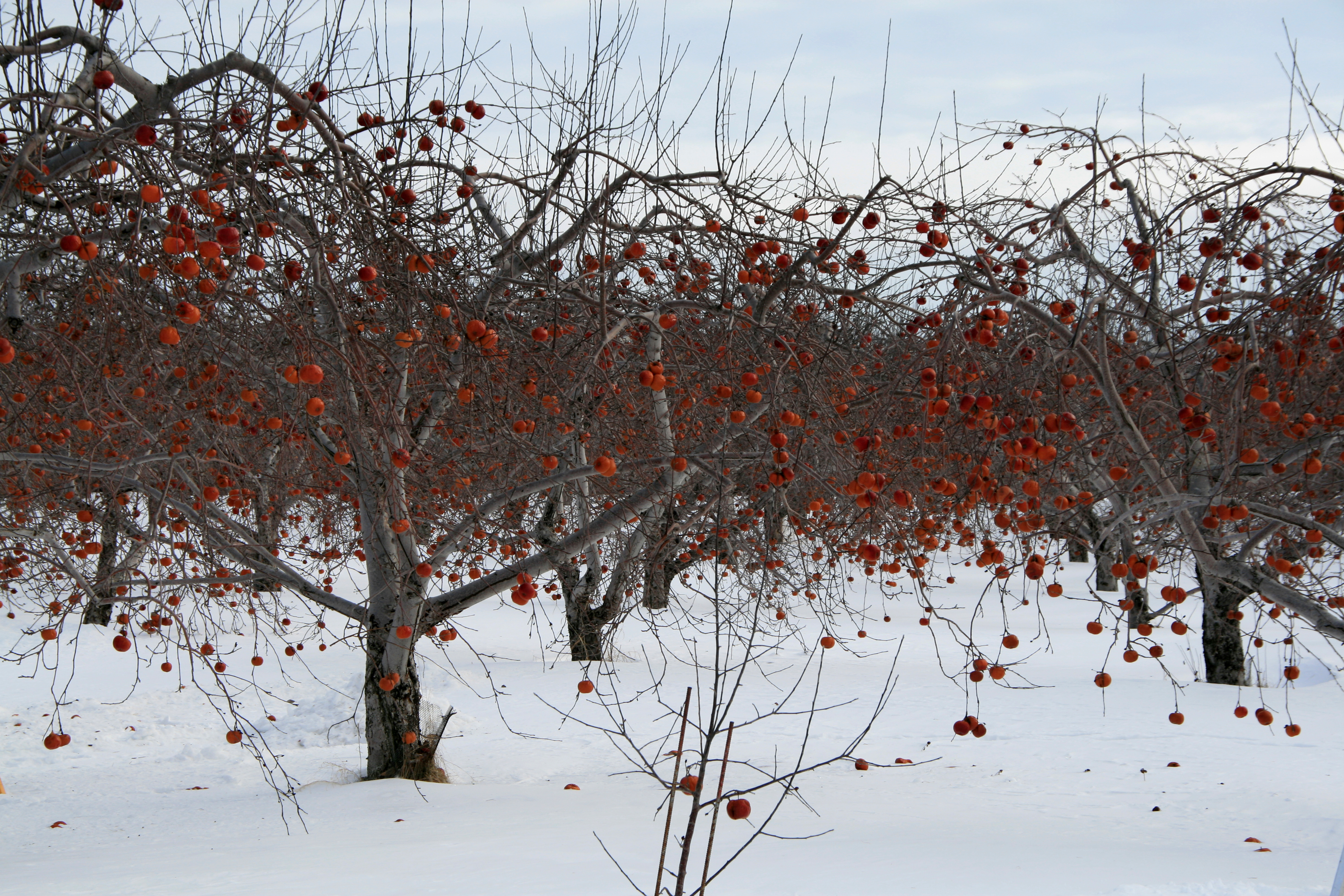
Des pommes du Verger Lafrance produisent du cidre de glace
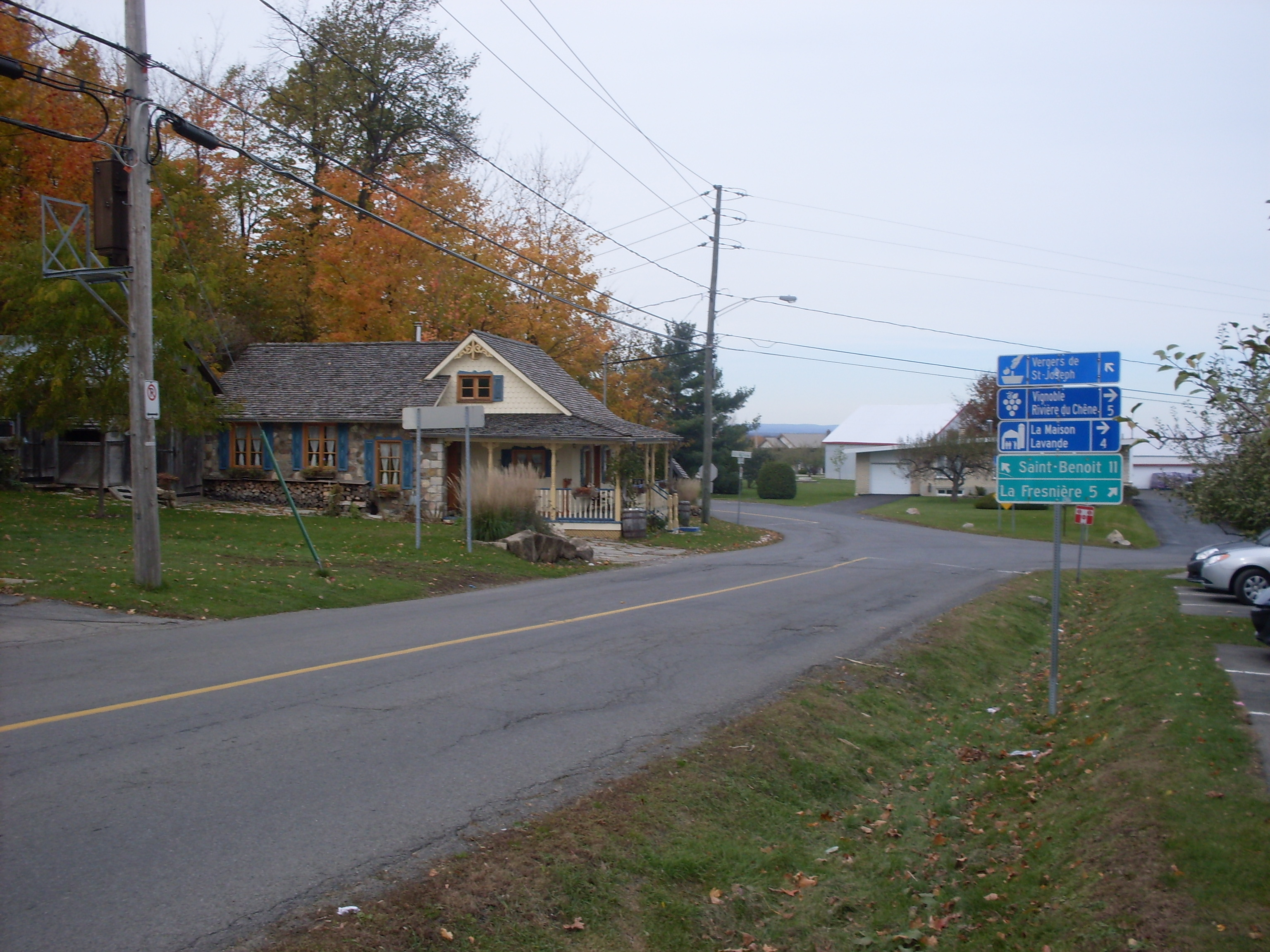
Maison ancestrale, intersection Chemin Principal et Montée McCole

## Éducation
La Commission scolaire de la Seigneurie-des-Mille-Îles administre les écoles francophones.
- École Rose-des-Vents[7]
- École du Grand Pommier[8]
- École secondaire d'Oka à Oka[9].

La Commission scolaire Sir Wilfrid Laurier administre les écoles anglophones:
- École primaire Mountainview et école primaire Saint Jude, à Deux-Montagnes[10],[11]
- École secondaire Lake of Two Mountains (en) à Deux-Montagnes[12]

## Personnalités
- Mario Pelchat, chanteur[13]
- Gilles Girard, chanteur, Les Classels
- Maxime Lacourse, artiste peintre [14]
- Sonia Paço-Rocchia, compositrice[15]